# Stratford, Ontario
Stratford är en stad belägen vid Avon River i Perth County i sydvästra Ontario i Kanada med en befolkning på 32 000 invånare.
Namnet Stratford kommer efter staden Stratford-upon-Avon i England och gavs efter att européerna år 1832 slog sig ned där. Stratford blev officiellt en stad år 1886. Den första borgmästaren hette John Corry Wilson Dulay och den nuvarande heter Dan Mathieson. Stadens symbol är svanen och varje år släpper man 24 vita och 2 svarta svanar i Avon River. Staden är känd för att vara platsen där Stratford Shakespeare Festival hålls varje år.
Staden är mest känd som popsångaren Justin Biebers hemstad.

## Media

### Tidningar
- The Beacon Herald
- The Stratford City Gazette
- The Stratford Citizen

### Radio
- CJCS 1240 AM
- CHGK-FM 107.7 FM

### Fotnoter
1. ↑  ”Census Profile” (på engelska). Statistics Canada. 16 mars 2011. Arkiverad från originalet den 4 mars 2016. https://web.archive.org/web/20160304045539/http://www12.statcan.ca/census-recensement/2011/dp-pd/prof/details/page.cfm?Lang=E&Geo1=CSD&Code1=3531011&Geo2=CD&Code2=3531&Data=Count&SearchText=Stratford&SearchType=Begins&SearchPR=01&B1=All&Custom=&TABID=1. Läst 7 januari 2016.